# Загробный мир в древнегреческой мифологии
В древнегреческой мифологии души после смерти попадают в загробный (потусторонний) мир. По представлениям древних греков, в момент смерти душа отделяется от тела, принимая форму умершего человека, и приближается ко входу в подземный мир, где продолжит загробную жизнь. Сам загробный мир — иногда обозначаемый как Аид, в честь своего бога-покровителя — находится либо за границами Океана, либо в недрах земли. С ним ассоциировались тьма и отсутствие солнечного света, воплощая контраст как с миром живых, так и с сияющим Олимпом, где жили боги. Аид — это мир, невидимый для живых, созданный исключительно для мертвых. В ранней мифологии (например, в «Илиаде» и «Одиссее» Гомера) мертвые группировались без разбора и вели призрачное посмертное существование; однако в более поздних текстах (например, в философии Платона) стали появляться элементы посмертного суда, когда хорошие и плохие люди оказывались разделены.

## География
Существует шесть основных рек, которые текут как в живом мире, так и в подземном. Каждая из рек предназначалась для определённой категории умерших. Их названия отражают эмоции, связанные со смертью.
- Река Стикс — центральная река подземного мира. Она считается рекой ненависти и названа в честь богини Стикс. Река огибает подземный мир семь раз[6];
- Ахерон — это река боли. По ней Харон, также известный как Паромщик, переправляет мертвецов в загробный мир, что зафиксировано во многих мифологических источниках. Согласно другим версиям, речь идёт о реке Стикс или об обеих;
- Лета — река забвения. Она названа в честь богини Леты, богини забвения. В дальнейшем ветка тополя Леты, с которой капала вода, стала символом Гипноса, бога сна[7];
- Флегетон — это река огня. По словам Платона, эта река ведет в глубины Тартара;
- Коцит — это река плача;
- Океан — это река, которая окружает загробный мир и обозначает восточный край подземного мира, поскольку Эреб находится к западу от мира смертных.

### Вход в загробный мир
Перед входом в загробный мир живут Траур (Пентос), Тревога (Кюре), Болезнь (Носос), Старость (Герас), Страх (Фобос), Голод (Лимос), Потребность (Апория), Смерть (Танатос), Агония (Алгея) и Сон (Гипнос). Они живут перед входом вместе с Радостями (Гаудия). На противоположном пороге находятся Война (Полемос), Эринии и Раздор (Эрида). Близко к дверям обитает множество существ, в том числе кентавры, Сцилла, гекатонхейры, горгоны, лернейская гидра, Герион, химеры и гарпии. Среди всего можно увидеть Вяз, где грёзы наяву (Онейрой) цепляются за каждый лист.
Душа, которая входит в загробный мир, несёт под языком монету, чтобы заплатить Харону за переправу через реку. Также Харон может допустить посетителей, которые несут Золотую ветвь. Внешность Харона описал римский поэт Вергилий в первом столетии до нашей эры: «Мрачный и грязный Харон. Клочковатой седой бородой. Все лицо обросло — лишь глаза горят неподвижно, плащ на плечах завязан узлом и висит безобразно. Гонит он лодку шестом и правит сам парусами, мёртвых на утлом челне через тёмный поток перевозит. Бог уже стар, но хранит он и в старости бодрую силу». Хотя Харон переправляет большинство душ, некоторым из них он отказывает. Это души, которые не были похоронены и не могут попасть в загробный мир
Врата подземного мира охраняет Цербер. За ним судьи подземного мира решают, куда отправить души мертвых — на Острова Благословенных (Элизиум) или в Тартар.

### Тартар
Тартар не считается непосредственной частью загробного мира. Он находится от него на таком же расстоянии, как земля от неба. Здесь так темно, что «ночь окружает его в три ряда, как воротник шею, а над ним растут корни земли и неубранного моря». Зевс бросил титанов вместе со своим отцом Кроносом в Тартар после победы над ними. Гомер писал, что Кронос стал царем Тартара. Хотя Одиссей не видел самих титанов, он упоминал о людях в загробном мире, которых наказали за их грехи.

### Луга асфоделей
Луга асфоделей были местом для простых душ. Они не совершили каких-либо значительных преступлений, но и не добились признания, которое могло бы гарантировать им вход на Елисейские поля. Именно туда были посланы смертные, которые не принадлежали ничему в загробном мире.

### Траурные поля
В Энеиде Траурные поля были частью загробного мира, предназначенной для душ, потративших свои жизни на неразделенную любовь. В качестве жителей этого места упоминаются Дидона, Федра, Прокрида, Эрифила, Пасифая, Эвадна, Лаодамия и Кеней.

### Элизиум
Элизиум был местом для особенных. Им управлял Радамант, и души, которые там жили, вели лёгкую загробную жизнь. Обычно те, кто был близок к богам, получали допуск, в отличие от тех, кто был особенно праведен, имел этические заслуги. Больше всего в Элизиуме было полубогов, то есть героев. Герои Кадм, Пелеус и Ахилл также были перенесены сюда после смерти. Обычные люди, которые жили праведной и добродетельной жизнью, могли также попасть туда, например, Сократ, который достаточно доказал свою праведность, будучи философом.

### Острова Блаженных
Острова блаженных находились в царстве Элизиума. Когда душа достигала Элизиума, у неё был выбор: остаться в Элизиуме или переродиться. Если душа возрождалась три раза, то её отправляли на Острова Блаженных для жизни в вечном раю.

## Божества

### Аид
Аида иногда называли Плутоном — дарующим богатство, поскольку урожай и благословение урожая приходят из-под земли. Аид, в отличие от Танатоса, не был богом именно смерти, но являлся покровителем подземного мира — мира мёртвых — и его правителем.

### Персефона
Персефона была дочерью Деметры, богини плодородия. Она была похищена Аидом и впоследствии стала его женой. Персефона могла покинуть подземный мир только на шесть (по другим версиям — девять) месяцев, и тогда земля цвела, потому что её мать, Деметра, радовалась приходу дочери. Гомеровские гимны описывают похищение Персефоны Аидом.
Сама Персефона считается подходящей парой для Аида из-за значения её имени. Оно имеет греческий корень «убийство», а -phone в её имени означает «казнить».
По некоторым греческим писаниям, у неё и у Аида было трое детей: Загрей, Макария и Мелиноя.

### Геката
Геката была богиней колдовства и тьмы. Была трёхликой богиней — смерти, жизни и магии. Ассоциировалась с перекрестками, собаками, Луной, магией, колдовством, знанием трав и ядовитых растений, некромантией и колдовством.

### Эринии
Эринии (также известные как Фурии) были тремя богинями, связанными с душами мертвых и преступлениями против естественного порядка в мире. Их звали Алекто, Мегера и Тисифона.
Они особенно гневались на людей из-за преступлений, совершенных детьми против родителей: убийство матери, отцеубийство и убийство кровных родственников. Они насылают безумие живому убийце, или, если какие-то люди укрывают такого преступника, Эринии могут вызвать голод и болезнь для них. Эриний боялись живые, поскольку они олицетворяли месть человека, обиженного на преступника. Эринии изображаются как уродливые и крылатые женщины с телами, переплетенными змеями.

### Гермес
Хотя Гермес не жил в загробном мире, он приводил души мертвых в загробный мир. В этом смысле он был известен как Гермес Психопомп (Проводник мертвых). Он собирал тени мертвых из верхнего мира и приводил к берегам Ахерона, где передавал тени Харону, который перевозил их на своей лодке. С помощью своего скипетра — кадуцея — он мог привести мертвых в их новый дом. Умирающие также призывали его помочь в их смерти, например, умереть безболезненно или умереть в определённое время в определённом месте.

### Харон
Харон — перевозчик, который, получив душу от Гермеса, переправляет умерших через Стикс и / или Ахерон в подземный мир. На похоронах покойному традиционно на глаза или под язык клали обол, чтобы он мог заплатить Харону. Этруски считали Харона страшным существом — он держал молот и был с ушами и зубами животного. В других ранних греческих изображениях Харон представал просто уродливым бородатым человеком в конической шляпе и тунике. Позже, в более современном греческом фольклоре, он считался существом ангельским, как Архангел Михаил. Тем не менее Харона считали страшным, поскольку его обязанностью было привести эти души в подземный мир, и никто не убедил бы его отпустить их или пропустить живых в их мир. Исключение составляли лишь несколько героев.

### Танатос
Танатос — это олицетворение смерти. В частности, он представлял ненасильственную смерть в отличие от своих сестер Керес, духов болезней и распрей. Его же, согласно некоторым мифом, в том числе о Сизифе, посылали за теми, кто умер, чтобы он сопроводил их души в Аид.

### Никс
Никс — богиня ночи. Её также называли Никта или Нюкта. Одна из хтонических, первородных существ.

### Тартар
Глубокая бездна, используемая как темница мучений и страданий для нечестивых и как тюрьма для титанов, Тартар также считалась хтоническим божеством. Он был одновременно и существом, и бездной и персонифицировался огромной пещерой, в которой были в заточении древние титаны.

### Стикс
Стикс — река с именем богини. О ней мало что известно, но она союзница Зевса и живёт в подземном мире. Во время титаномахии поддержала Зевса со своими детьми — Бией — Мощью, Никой — Победой и Зелом — Рвением. Стикс также является персонификацией. Клятва, данная Стикс, была нерушимой даже для богов.

## Мифы и истории
Орфей, поэт и музыкант, обладавший почти сверхъестественными способностями привлекать кого-либо своей музыкой, спустился в подземный мир как живой смертный, чтобы вернуть свою мертвую жену Эвридику после того, как её укусила ядовитая змея в день их свадьбы. Своими навыками игры на лире он смог наложить заклинание на стражей подземного мира и двигать их своей музыкой. Своим прекрасным голосом он смог убедить Аида и Персефону позволить ему и его жене вернуться к жизни. Правители подземного мира согласились, но при одном условии — Эвридика должна была последовать за Орфеем, и он не мог оглянуться, чтобы посмотреть на неё. Как только Орфей добежал до входа, он обернулся, желая увидеть свою прекрасную жену, как она тут же исчезла в подземном мире. Ему было запрещено возвращаться в подземный мир во второй раз, и он всю оставшуюся жизнь играл музыку для птиц и гор.